# Euplagia quadripunctaria
La calimorfa (Euplagia quadripunctaria) es una especie de lepidóptero ditrisio de la familia Erebidae de colores brillantes, que se encuentra en toda Europa.

## Descripción
Árctido con las alas anteriores de 21 a 26 mm, la parte superior con rayas amarillas sobre fondo pardo oscuro u ocre. Alas posteriores de color rojo, con dos puntos negros característicos.

## Distribución
Se distribuye por toda Europa, oeste de Rusia, sur de los Urales, el Cáucaso, Asia Menor y Próximo Oriente hasta el sur de Turkmenistán. En la península ibérica se encuentra en todas las regiones, desde el nivel del mar hasta por encima de los 2.000 m de altitud, en terrenos montañosos de suelos calcáreos, en gleras y pendientes rocosas con torrentes.